# 戦時農園

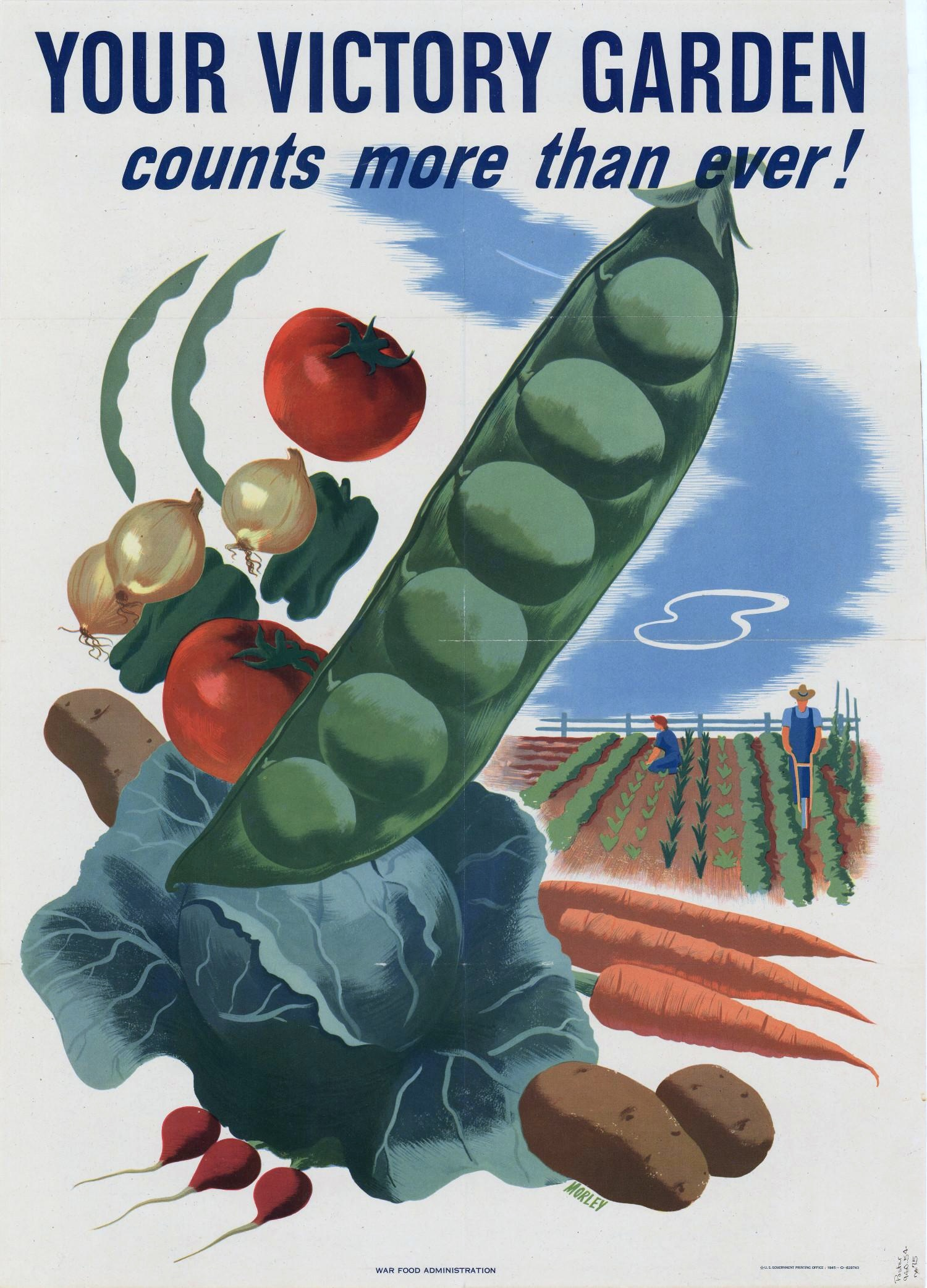
アメリカの第二次世界大戦時の勝利の庭を促進するポスター

戦時農園とは、戦時中の国々で行われた庭や公園を使用し、野菜・ハーブ・果物などを栽培する農園の事である。アメリカ、イギリス、カナダ等では、勝利の庭（Victory garden、ビクトリーガーデン）、戦時農園（war gardens）、防衛のための食料庭園（food gardens for defense）という語が使用される。

## 歴史

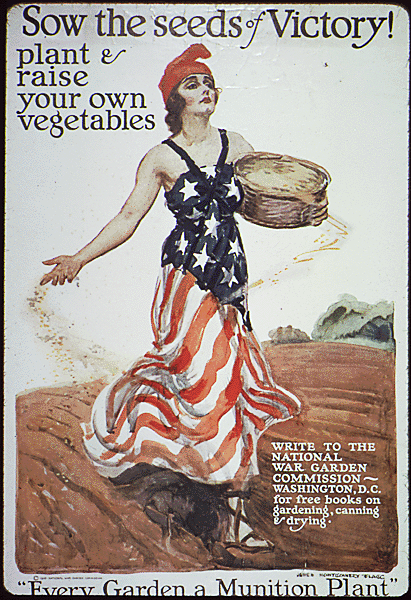
第一次世界大戦期のアメリカで印刷された勝利の種をまくコロンビアのポスター

### 第一次世界大戦
第一次世界大戦期、とくにヨーロッパでは、農業従事者が兵役に取られて食糧生産は劇的に低下していた。
アメリカ
1917年、第一次世界大戦期のアメリカで5本の指に入る富豪、3代目木材商Charles Lathrop Packによって「勝利の庭」が啓蒙された。このキャンペーンは、利用可能な私有地と公有地での栽培を促進し、米国に500万以上の農園を生み出した。戦争の終結までに12億ドルを超える食料生産を行った。
これらの取り組みに、陸軍省による資金提供や、教育庁を通じて United States School Garden Army が発足され支援が行われた。
大統領ウッドロウ・ウィルソンは、ホワイトハウスの庭に羊を放牧し、芝刈りの経費を削減し、羊毛をオークションにかけ手に入れた$52,823を赤十字に寄付した。
カナダ
農業省のキャンペーン「各家庭で野菜園（A Vegetable Garden for Every Home）」によって、1917年にカナダで一般的になった。トロント市では、女性団体が専門家の園芸家を学校に連れて来て、学校の子供や家族が園芸に興味を持つようにした。じゃがいも、キャベツ、ビーツ等の有用な野菜の栽培のほか、ニワトリの飼育も奨励された。

### 第二次世界大戦

ロンドンの爆撃跡地に作られた農園

アメリカ
日系人の強制収容によって農業人口の減少が起きてしまっていた。カリフォルニア農務局の統計では、カリフォルニアで生産される野菜の40％が日系人によって栽培されていた。これらの土地は没収・強制買い上げされ、ヨーロッパの戦争難民や巨大砂嵐ダストボウルなどの自然災害被災者へ渡った。しかし、カリフォルニアの気候も知らず、農業の経験もない人間では日系人が抜けた穴を補うのは難しかった。この結果、多くの農業資源が失われた。
上記の穴埋めも含めて、ふたたび農業が奨励され、米国で作られた野菜の約3分の1は勝利の庭からの物となった。1943年5月までに、都市には1200万、農村には600万の勝利の庭があった。
地元のコミュニティは、それぞれの人が自分の庭で育った農産物を紹介するための祭りやコンテストを開催し、それによって地域社会を結束させたが、一部の地域では人種差別的な開催で有色人種に贈られる賞もあった。
愛国的な義務とされるが、アンケートの結果では愛国心からというのは20％で、国民の54％は経済的な理由からという結果となっている。
戦争が終結すると食料供給がすぐに戻る期待から多くの戦時農園は閉鎖されていった。
イギリス
「digging for victory」キャンペーンを打ち出し、アパートの屋上、鉄道の端などを活用、多くの公園、運動競技場、ゴルフ場を徴収して農園とした。バッキンガム宮殿やウィンザー城の庭も菜園となった。これらの活動によって、1943年までに、菜園の数は1,400,000と倍増した。
オーストラリア
農業労働者の不足から、1942年にDig for Victory campaignを打ち出した。翌年には状況が緩和したが、終戦まで活動が続けられた。
日本
内閣情報部が発刊している写真週報の第269号や第337号などに、戦時農園についての特集が組まれている。戦時農園講義録（1944年 10巻？）なども発刊された。自治体によっては、戦時農園の申請を行うと種子の配給が行われた。

## 振興活動

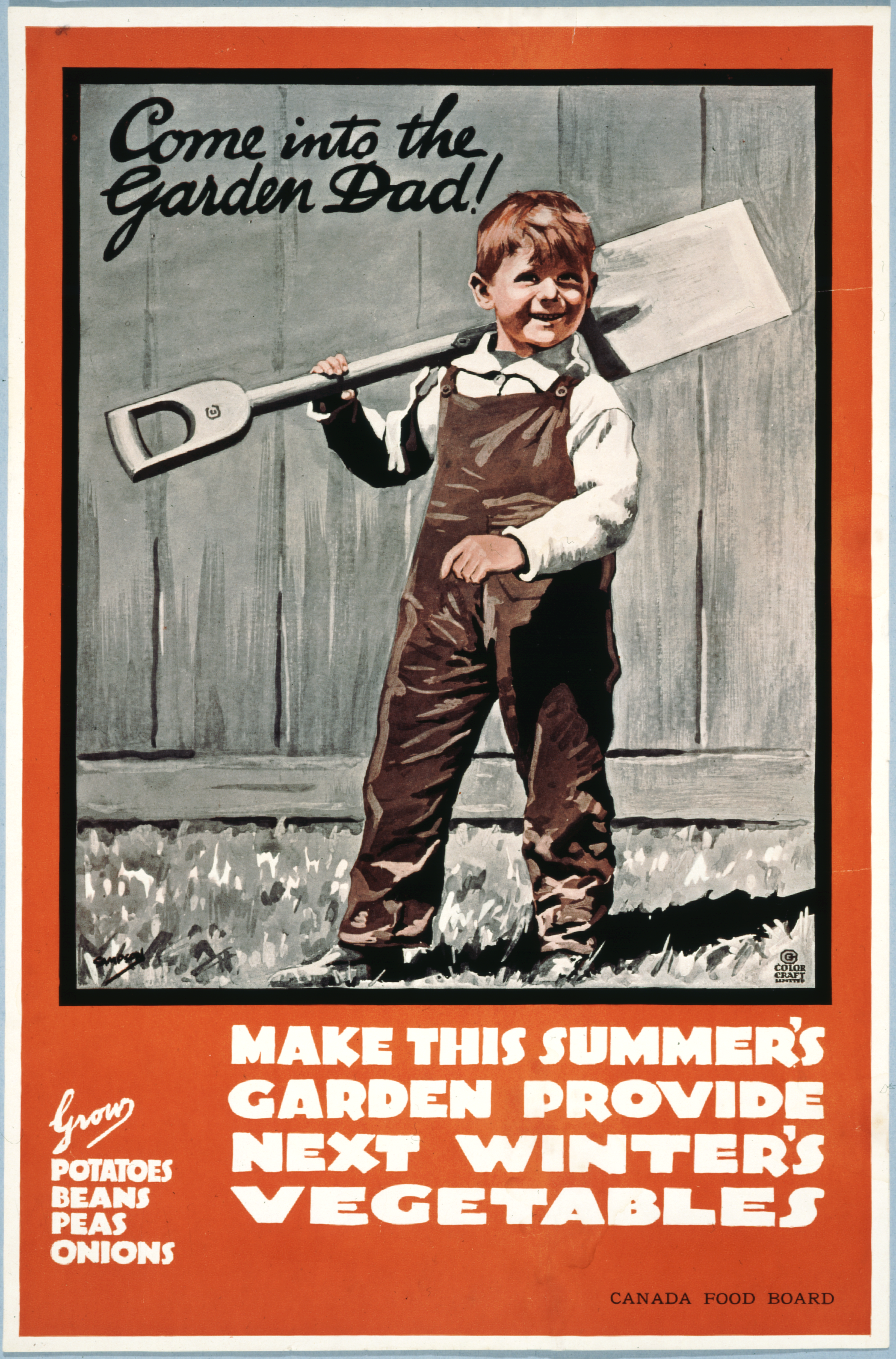
WW1カナダでの戦時農園振興ポスター

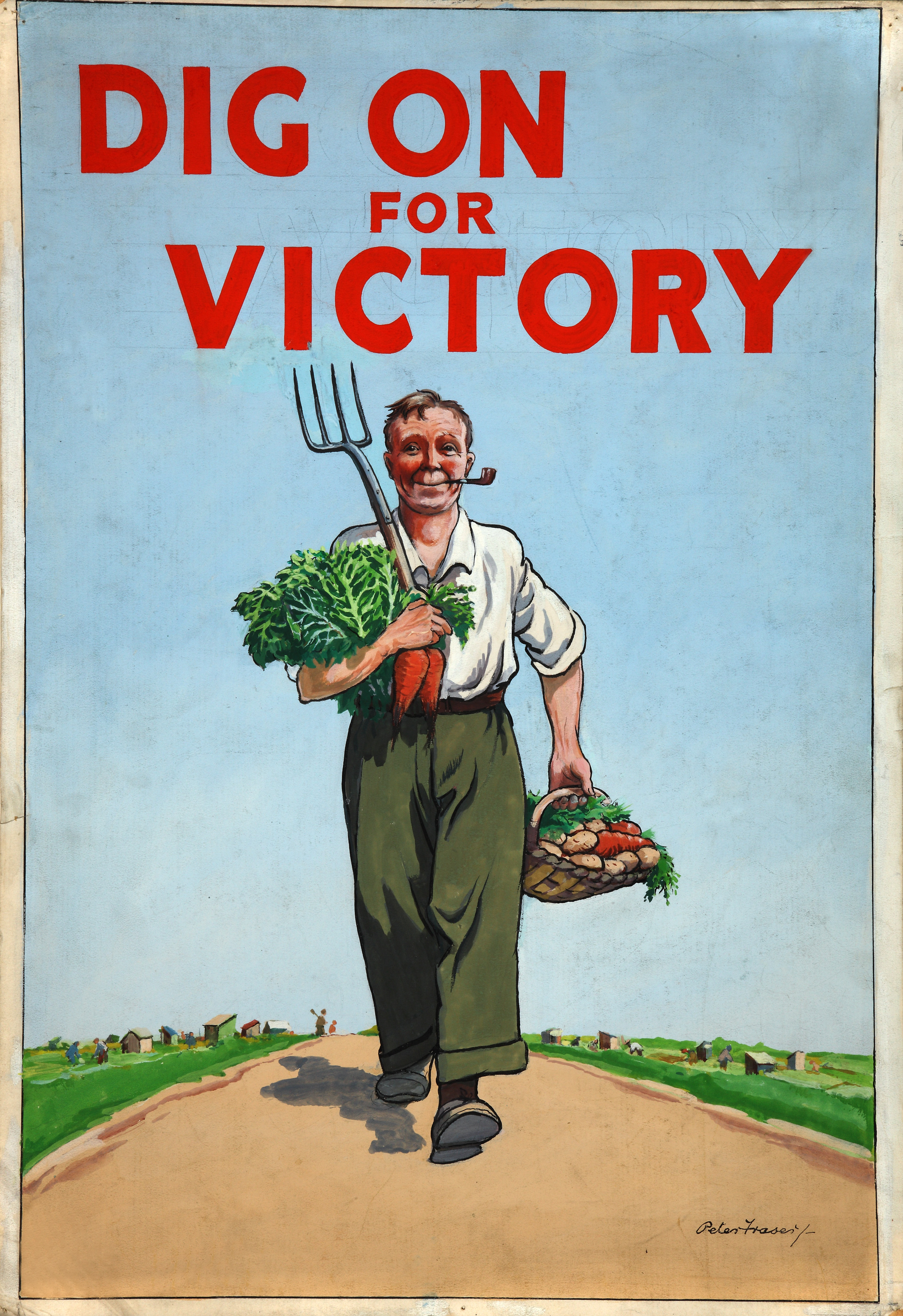
WW2イギリスのポスター

国によっては、映像やポスターなどのあらゆる媒体で戦時農園を促進した。
映像作品
 カナダ
- World War II
  - He Plants for Victory (1943)

 イギリス
- World War I
  - Grow Vegetables For War Effort
  - War Garden Parade
- World War II
  - Dig For Victory! (1940, 1941, 1942)
  - Children's Allotment Gardens (1942)
  - Compost Heaps for Feeding (1942)
  - Digging For Victory (1943)
  - Winter Greens (1943)
  - Blitz on Bugs (1944)
  - Dig for Victory - Proceed According To Plan (1944)

 アメリカ合衆国
- World War II
  - Victory Gardens (1941, 1942, 1943)
  - Barney Bear's Victory Garden (1942)
  - As Ye Sow (1945)

 日本
- World War II
  - 日本ニュース（社団法人日本映画社） 第210号・食糧増産に空閑地を利用（公開：1944年6月8日）[15]

ラジオ
 イギリス
- World War II
  - Science and Gardening